# Nipigon
Nipigon (/ˈnɪpɪɡən/) es un municipio del Distrito de Thunder Bay, al noroeste de Ontario (Canadá), ubicado a lo largo del lado oeste del río Nipigon y al sur del pequeño lago Helen, entre los lagos Nipigon y Superior. El lago Nipigon se encuentra a aproximadamente 25 kilómetros (16 millas) al norte de Nipigon. 
Nipigon cuenta con varias vías de transporte:
- Autovía 11
- Autovía 17, ambas parte de la carretera transcanadiense.

## Geografía

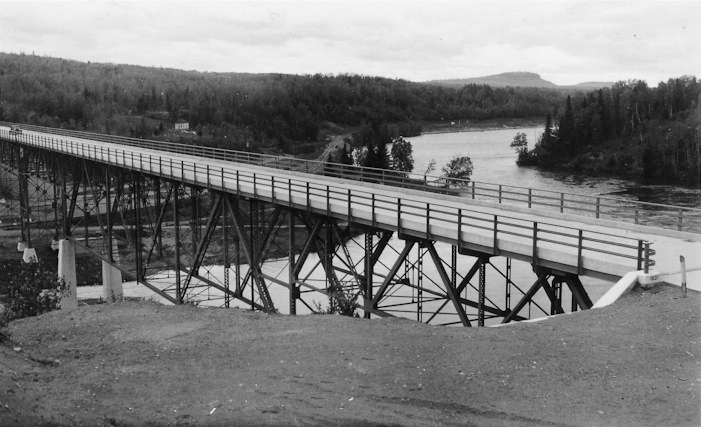
El puente del río Nipigon, inaugurado en 1937, es la vía de transporte más estrecha entre los océanos Atlántico y Pacífico en Canadá.

Durante aproximadamente 15 km, la autovía 11 se extiende por el río y el lago Nipigon. Nipigon se encuentra al noreste de Thunder Bay, sudoeste de Geraldton y Beardmore, oeste de Marathon y noroeste de Sault Ste. Marie. El cráter de Marte se llamó cráter de Nipigon o cráter Nipigon en honor a esta ciudad.

## Economía

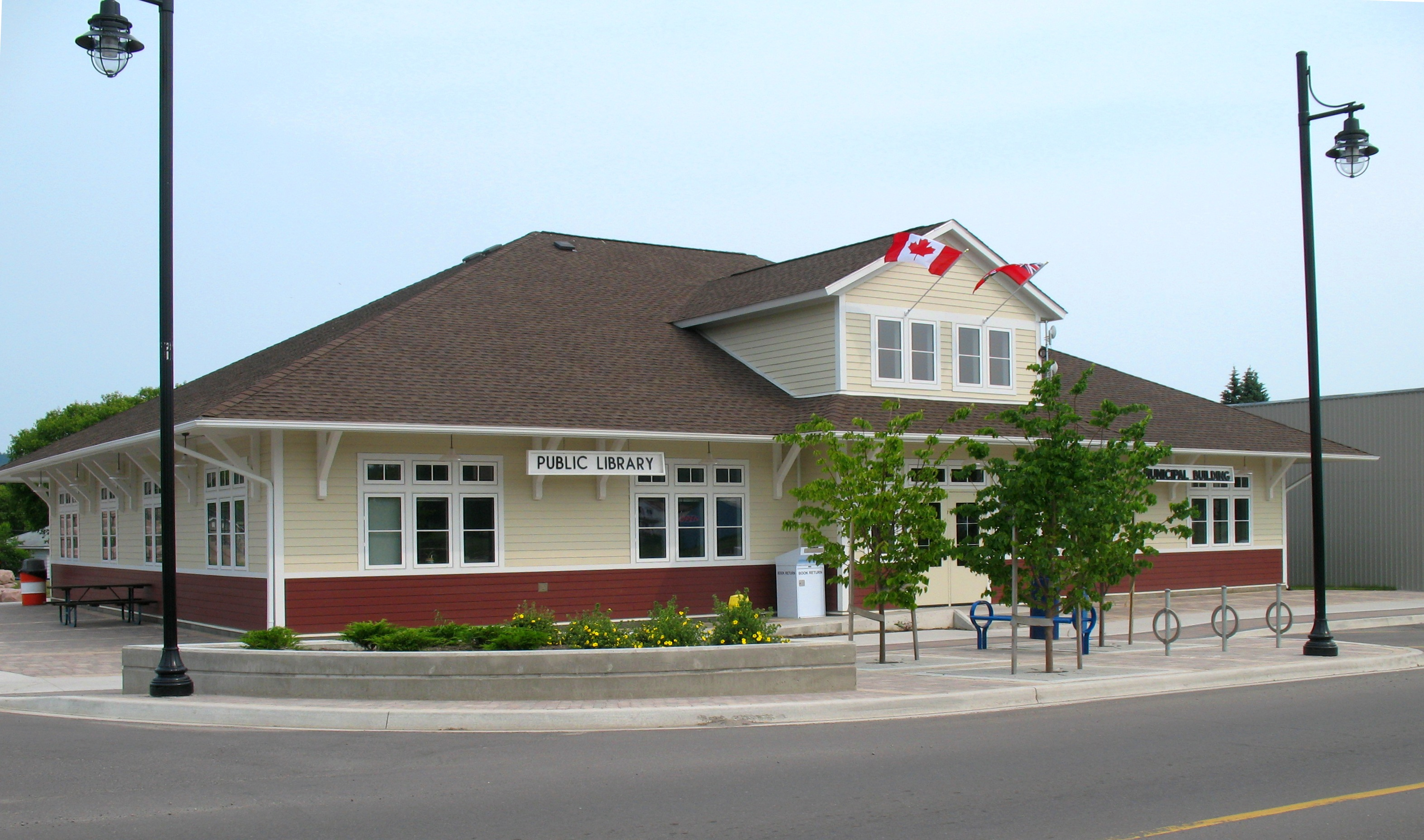
Biblioteca pública de Nipigon.

Las industrias más importantes en Nipigon son las de productos forestales, pesca y turismo. 
Nipigon tiene gran actividad de excursiones de pesca en el lago Superior y el río Nipigon que dirige hasta el lago Nipigon. En esta zona se encuentran diversas especies de pez comunes, como el salmón del Atlántico, la trucha de lago, la trucha salvenilus (la más grande del mundo se pescó en el río Nipigon en 1915, pesando 6,6 kg (14,5 libras)), la trucha arcoíris, el sander vitreus, lucio y la perca.

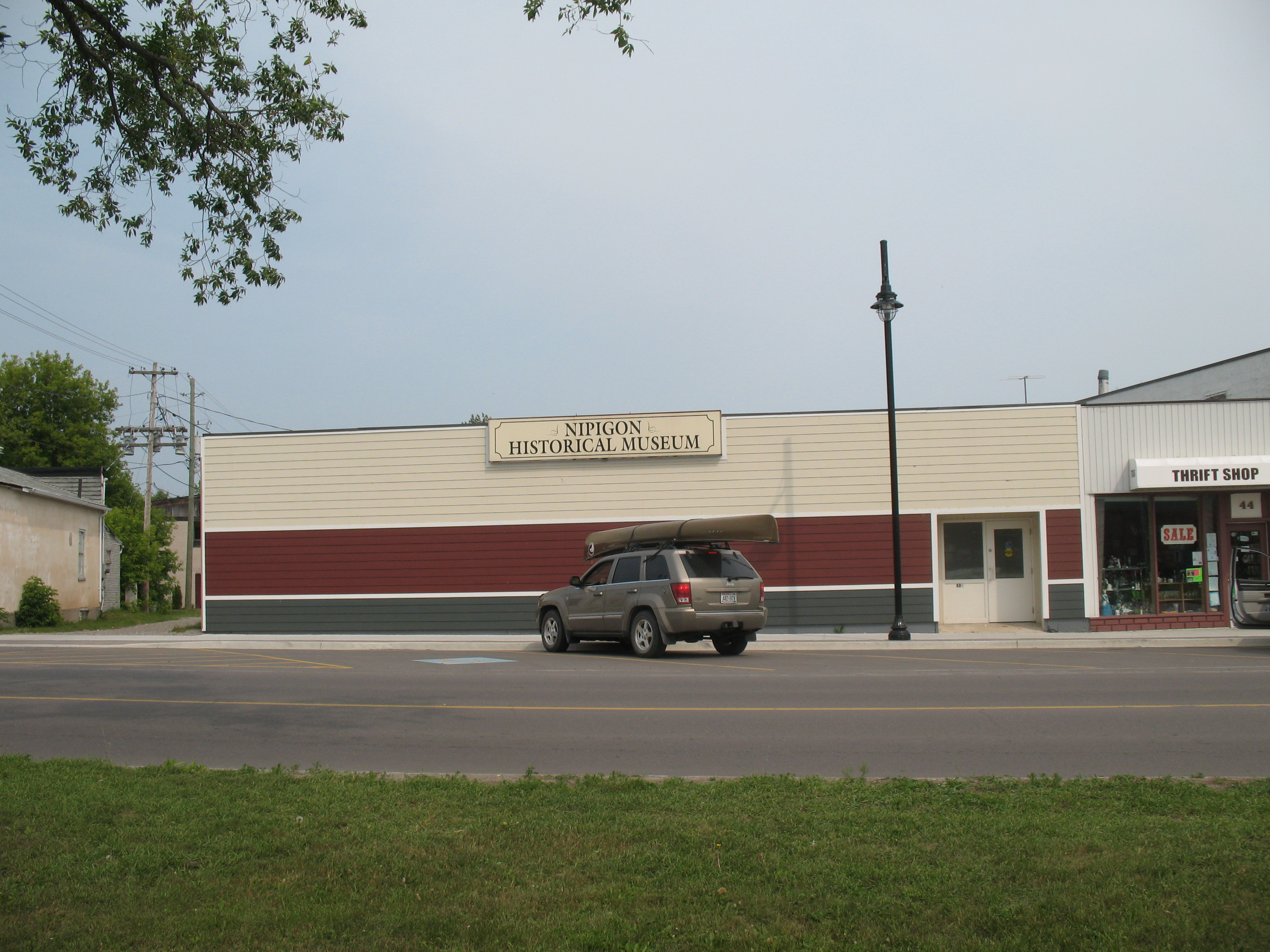
Museo histórico de Nipigon,

## Personas importantes de Nipigon
Nipigon es el lugar de nacimiento del bicampeón de curling del mundo Allan A. "Al" (el Iceman) Hackner. Hackner ganó el Brier en 1982 y 1985.

## Recreo
Nipigon y sus zonas cercanas tienen una gran variedad de actividades recreativas exteriores para todas las épocas del año. Una amplia cantidad de acantilados en la zona de Nipigon para escalar. Se puede encontrar más información en la guía de escalada de Thunder Bay.
 